# Eich (Luxemburg)
Eich (Luxemburgs: Eech) is een stadsdeel van Luxemburg in het noorden van Luxemburg.
De gemeente Eich was vanaf 1781 een zelfstandige gemeente in het kanton Luxemburg, die bestond uit zeven delen: Beggen, Dommeldange, Eich, Neudorf, Rollingergrund en Weimerskirch. In 1849 werd de deelgemeente Rollingergrund zelfstandig. In 1920 werden de gemeenten Eich en Rollingergrund toegevoegd aan de hoofdstad.

## Geboren
- Émile Mayrisch (1862-1928), industrieel, directeur van ARBED

Beggen · Belair · Bonnevoie-Nord-Verlorenkost · Bonnevoie-Sud · Cents · Cessange · Clausen · Dommeldange · Eich · Gare · Gasperich · Grund · Hamm · Hollerich · Kirchberg · Limpertsberg · Merl · Muhlenbach · Neudorf-Weimershof · Pfaffenthal · Pulvermühl · Rollingergrund-Belair Nord · Ville-Haute (Bovenstad, centrum) · Weimerskirch